# Listă de filme britanice din 1993
Aceasta este o listă de filme britanice din 1993:

## Lista
| 1993                               |                      |                                                                    |                  |                                                        |
| Anchoress                          | Chris Newby          |                                                                    |                  | Screened at the 1993 Cannes Film Festival              |
| Bad Behaviour                      | Les Blair            | Stephen Rea, Sinéad Cusack                                         | Comedy           |                                                        |
| Bhaji on the Beach                 | Gurinda Chadha       | Kim Vithana, Jimi Harkishin, Sarita Khajuria                       | Comedy drama     |                                                        |
| The Cement Garden                  | Andrew Birkin        | Charlotte Gainsbourg, Andrew Robertson                             | Drama            | Birkin won the Silver Bear for Best Director at Berlin |
| Century                            | Stephen Poliakoff    | Clive Owen, Charles Dance                                          | Drama            |                                                        |
| Dirty Weekend                      | Michael Winner       | Lia Williams, Rufus Sewell                                         | Thriller         |                                                        |
| A Foreign Field                    | Charles Sturridge    | Alec Guinness, Leo McKern                                          | Drama            |                                                        |
| The Higher Mortals                 | Colin Finbow         | Jemima Rooper, Gordon Griffin, Susannah York, Clemency Burton-Hill | Drama            |                                                        |
| The Hour of the Pig                | Leslie Megahey       | Colin Firth, Amina Annabi                                          | Historical drama |                                                        |
| In the Name of the Father          | Jim Sheridan         | Daniel Day-Lewis, Emma Thompson                                    | Drama            |                                                        |
| Map of the Human Heart             | Vincent Ward         | Jason Scott Lee, Robert Joamie, Anne Parillaud                     | Drama            |                                                        |
| Much Ado About Nothing             | Kenneth Branagh      | Emma Thompson, Kenneth Branagh, Keanu Reeves, Denzel Washington    | Literary Drama   | Entered into the 1993 Cannes Film Festival             |
| The Mystery of Edwin Drood         | Timothy Forder       | Gareth Arnold, Gemma Craven                                        | Mystery          |                                                        |
| Naked                              | Mike Leigh           | David Thewlis, Lesley Sharp                                        | Drama            | Won two awards at Cannes                               |
| Once Upon a Forest                 | Charles Grosvenor    | Michael Crawford, Ben Vereen, Ellen Blain                          | Animated drama   |                                                        |
| Raining Stones                     | Ken Loach            | Bruce Jones, Julie Brown, Ricky Tomlinson                          | Comedy drama     | Won the Jury Prize at Cannes                           |
| The Remains of the Day             | James Ivory          | Anthony Hopkins, Emma Thompson, James Fox                          | Literary drama   |                                                        |
| Ruby Cairo                         | Graeme Clifford      | Andie MacDowell, Liam Neeson                                       | Mystery          |                                                        |
| Sankofa                            | Haile Gerima         | Kofi Ghanaba, Oyafunmike Ogunlano, Alexandra Duah                  | Drama            |                                                        |
| The Secret Adventures of Tom Thumb | Dave Borthwick       | Nick Upton, Deborah Collar                                         | Fantasy          |                                                        |
| The Secret Garden                  | Agnieszka Holland    | Kate Maberly, Heydon Prowse                                        | Family           |                                                        |
| The Secret Rapture                 | Howard Davies        | Juliet Stevenson, Joanne Whalley                                   | Drama            |                                                        |
| Shadowlands                        | Richard Attenborough | Anthony Hopkins, Debra Winger                                      | Drama            | Based on the life of C. S. Lewis                       |
| Silent Cries                       | Anthony Page         | Gena Rowlands, Annabeth Gish                                       | War/Drama        |                                                        |
| Splitting Heirs                    | Robert Young         | Eric Idle, Rick Moranis, Barbara Hershey                           | Comedy           |                                                        |
| The Three Musketeers               | Stephen Herek        | Charlie Sheen, Kiefer Sutherland, Chris O'Donnell                  | Adventure        |                                                        |
| The Trial                          | David Jones          | Kyle MacLachlan, Anthony Hopkins, Juliet Stevenson                 | Drama            |                                                        |
| Wide-Eyed and Legless              | Richard Loncraine    | Julie Walters, Jim Broadbent                                       | Drama            |                                                        |
| The Wrong Trousers                 | Nick Park            | Peter Sallis                                                       | Animation        | Wallace and Gromit short                               |
| The Young Americans                | Danny Cannon         | Harvey Keitel, Iain Glen                                           | Crime drama      |                                                        |